# T’rum
T’rum là bộ cồng ba chiếc có núm của người Gia Rai sống ở Tây Nam Pleiku, Việt Nam. Mỗi chiếc có kích cỡ và tên gọi khác nhau. Chiếc lớn nhất là ania (đường kính 84 cm), chiếc vừa là knah hay mung (đường kính 68 cm), chiếc nhỏ nhất là moong (đường kính 63 cm). Ba chiếc này phát ra 3 nốt đô, sol, đố của khóa fa.
T’rum phát ra âm thanh trầm, ngân vang, có thể làm rung chuyển những vật nhỏ chung quanh nó. Bộ cồng này chỉ dùng giữ nhịp tiết tấu, không chơi giai điệu.
Người Gia Rai sử dụng t’rum trong ngày lễ "xoay cột đâm trâu" kết hợp với trống Hơgơr Prong. Loại trống này bình thường gõ bằng dùi nhưng khi hòa tấu với t’rum người ta dùng tay vỗ vào mặt trống.
Những chiếc cồng trong bộ t’rum có quãng âm cách nhau như sau: chiếc lớn nhất cách chiếc vừa 1 quãng năm đúng, chiếc vừa cách chiếc nhỏ nhất 1 quãng 4 đúng. Nhiều người không gọi t’rum là cồng mà gọi là chiêng vẫn đúng, bởi vì chưa có cách phân loại thống nhất giữa các nhà nghiên cứu về các loại cồng chiêng.